# John Chang Yik
John Chang Yik, auch: John of the Cross Chang Yik, (kor. 장익 십자가의 요한; * 20. November 1933 in Keijō, damaliges Japanisches Kaiserreich, heutiges Südkorea; † 5. August 2020) war ein südkoreanischer Geistlicher und römisch-katholischer Bischof von Chuncheon.

## Leben
John Chang Yik war eines von sieben Kindern des ehemaligen südkoreanischen Premierministers und Vizepräsidenten Chang Myon. John Chang Yik empfing am 30. März 1963 nach seinem theologischen Studium in den USA, Belgien und Österreich die Priesterweihe. Er war zunächst Sekretär des Erzbischofs von Seoul, anschließend Pfarrer. Er war Professor am Theologischen Institut der Sogang University in Seoul. 1984 organisierte er die Reise von Papst Johannes Paul II. nach Korea. 1989 war er Organisator des Eucharistischen Weltkongresses „Christus Pax Nostra“ in Seoul.
Papst Johannes Paul II. ernannte ihn am 11. November 1994 zum Bischof von Chuncheon. Der Erzbischof von Seoul, Stephen Kardinal Kim Sou-hwan, spendete ihm am 14. Dezember desselben Jahres die Bischofsweihe; Mitkonsekratoren waren Victorinus Youn Kong-hi, Erzbischof von Gwangju, und Nicholas Cheong Jin-Suk, Bischof von Cheongju. Von 2006 bis 2010 war er zudem Apostolischer Administrator des Bistums Hamhŭng in Nordkorea. Am 28. Januar 2010 nahm Papst Benedikt XVI. sein altersbedingtes Rücktrittsgesuch an.
John Chang Yik war von 2006 bis 2008 Vorsitzender der Bischofskonferenz von Südkorea.